# 일본의 순간 목록
일본의 순간 목록(日本の旬間一覧、にほんのじゅんかんいちらん)은 일본의 ○○ 순간(旬間)이라고 불리는 행사 및 순(10일간)을 기간으로 행해지는 행사의 목록이다.
주로, 관공청이 소관의 일정 정책을 집중해 추진•계발하기 위해 넣는 경우가 많다. 또 기념일을 중심으로 그 앞뒤 기간이 설정되는 경우도 많다.

## 목록
매월 개시일 순으로 열거한다. 기간이 10일간이 아닌 것에 대해서는 괄호 내에 기간을 추기한다. 이하와 같은 것은 제외하고 있다.
- 개인이 제정해 실시하는 것.
- 일부 지역만 실시되고, 전국적인 지명도를 가지지 않는 것.
- 기업이나 동업 조합 등이 영리만을 목적으로 실시한 것.
- 계속적으로 실시되지 않는(않은) 것.

### 4월
- 봄의 전국 교통 안전 운동(春の全国交通安全運動) - 4월 6일부터 4월 15일까지[1].

### 6월
- 전파 이용 환경 보호 주지 계발 강화 기간(電波利用環境保護周知啓発強化期間) - 6월 1일부터 6월 10일까지. 전파의 날(電波の日)를 포항한다. 구칭•전파 이용 보호 순간(電波利用保護旬間)[2].

### 7월
- 숲과 호수에 친해지는 순간(森と湖に親しむ旬間) - 7월 21일부터 7월 31일까지(11일간)[3].

### 8월
- 평화 순간 - 8월 6일부터 8월 15일까지[4].

### 9월
- 야외 광고물 적정화 순간(屋外広告物適正化旬間) - 9월 1일부터 9월 10일까지[5].
- 하늘의 순간(空の旬間) - 9월 20일부터 9월 30일까지(11일간). 하늘의 날(空の日)(9월 20일)을 포함한다[6].
- 어선 해난 방지 강화 순간(漁船海難防止強化旬間) - 9월 21일부터 9월 30일까지[7].
- 가을의 전국 교통 안전 운동(秋の全国交通安全運動) - 9월 21일부터 9월 30일까지[1].

### 10월
- 철도의 순간(鉄道の旬間) - 10월 11일부터 10월 20일까지. 철도의 날(鉄道の日)(10월 14일)을 포함한다[8].

### 11월
- 장애인 직업 능력 개발 촉진 순간(障害者職業能力開発促進旬間) - 11월 1일부터 11월 10일까지. 직업 능력 개발 촉진 월간(職業能力開発促進月間)의 일환으로 실시[9].
- 항만 노동법 준수 강화 순간(港湾労働法遵守強化旬間) - 11월 21일부터 11월 30일까지[10].

## 이전에 존재했던 순간
- 외지인 노동자 복지 추진 순간(出稼労働者福祉推進旬間) - 2월 1일부터 2월 10일까지[11].
- 텔레콤 순간(テレコム旬間) - 6월 1일부터 6월 15일까지(15일간). 후에 정보 통신 월간(情報通信月間)으로 되었다[12].
- 바다의 순간(海の旬間) - 7월 21일부터 7월 31일까지(11일간)[13]. 바다의 날의 제정과 함께 개시. 후에 바다의 월간(海の月間)으로 되었다.
- 파트타임 노동 순간(パートタイム労働旬間) - 11월 1일부터 11월 10일까지[14].
- 납세자의 목소리를 듣는 순간(納税者の声を聞く旬間) - 후에 세금을 생각하는 주간(税を考える週間)으로 되었다[15].
- 선박 기름 유출 사고 방지 추진 순간(船舶漏油事故防止推進旬間) - 후에 해양 환경 보전 추진 월간(海洋環境保全推進月間)으로 되었다.

## 관련 문서
- 일본의 기념일 목록
- 일본의 주간 목록
- 일본의 월간 목록